# Elektrárna Mělník
Elektrárna Mělník (zkratka EMĚ nebo také EME) je energetický komplex, který se nachází severně od Mělníka na levém břehu Labe, v katastrálních územích Horní Počaply a Křivenice obce Horní Počaply. 

## Obecný popis
Jedná se o technologický komplex tří hnědouhelných tepelných elektráren a dalších zdrojů, přičemž výroba tepla převládá nad výrobou elektrické energie.
Energetické technologie jsou konstruovány na spalování hnědého uhlí z Mostecké pánve (Mostecká uhelná společnost). Výhřevnost uhlí je kolem 10,7 MJ/kg ±1,2 MJ/kg. Obsah síry 1,8 %, popel 32–27 %, prchavá hořlavina 57 %. Například v roce 2016 zde bylo spotřebováno  3,8 milionu tun.[zdroj?] ČEZ coby vlastník elektráren plánuje všechny uhelné bloky odstavit do roku 2030.
Elektrárny využívají pro chlazení vodu z Labe, což umožňuje dosáhnout nízkého protitlaku v kondenzátoru. Proti chlazení pomocí chladicích věží je jistou výhodou tohoto řešení podstatně lepší ekonomie.
Odpadní produkty po odsíření – sádrovec, popílek a struska – jsou zpracovávány na stavební materiály.

## Zásobování uhlím

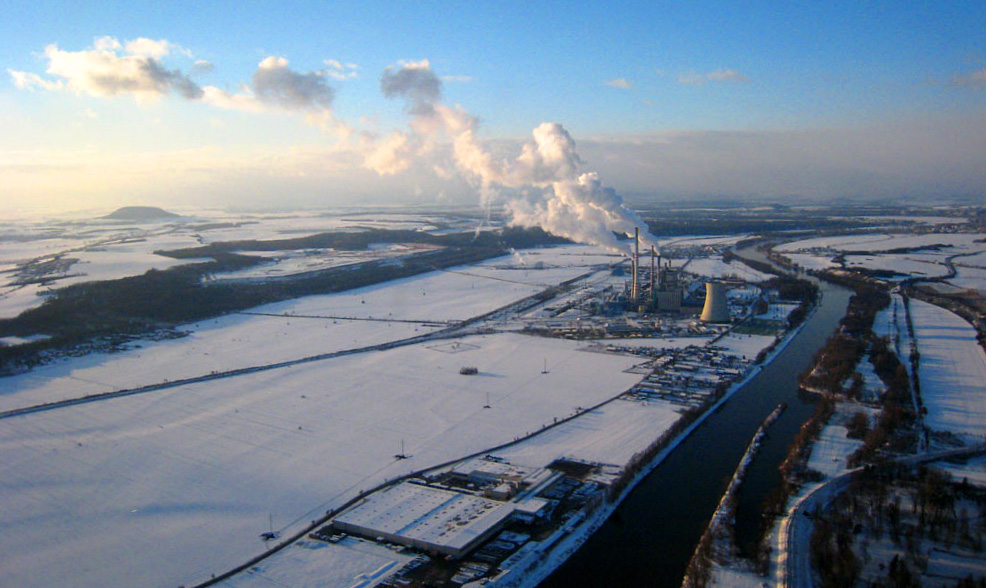
Letecký pohled na elektrárnu od jihovýchodu, v pozadí Říp

Uhlí je přepravováno po železnici ve výsypných vozech. Jedna souprava přiveze na 30 vagonů a v každém z nich je po cca 50 tunách uhlí. Uhlí je vykládáno ve vykládkových tunelech, kde se otevřou postranní klapky a uhlí se vysype do tzv. štěrbinových zásobníků. Odtud jej rotační vyhrnovače plynule vyhrnují na dopravníkový gumový pás. Ten uhlí vyveze do přesypové věže, odtud je dopravováno dále do zásobníků.
V případě plných zásobníků je uhlí dopravováno na skládku. Tato skládka sloužík zásobování v případě výpadku železniční dopravy. Zde je uhlí vysypáno na hromady a ty jsou následně rozhrnuty buldozery a zhutněny jako ochrana před samovznícením uhlí. Skladování uhlí je dosti nákladná záležitost, neboť jde o manipulace navíc a provoz dalšího zařízení – provoz pásů a buldozerů. Navíc dochází k úbytku takzvané „prchavé hořlaviny“, což je energetická ztráta.

## Elektrárna Mělník I
Stavba EMĚ I začala roku 1956, provoz byl zahájen v roce 1960. Instalovaný výkon činil 6× 50 MWe, přestavbou se změnila její energetická struktura na 4× 60 MWe.
Koncem 80. let se začalo s přestavbou elektrárny na teplárnu, určenou prioritně pro zásobování severu Prahy. V roce 1988 začala výstavba tepelného napáječe Mělník – Praha, který propojil EMĚ I s Teplárnou Třeboradice a připojil tak elektrárnu jako zdroj tepla pro teplárenskou soustavu hlavního města Prahy, vzdáleného asi 30 km. Elektrárna se tak stala součástí jedné z největších existujících kogeneračních soustav, v roce 1995 byly zahájeny dodávky tepla do Prahy, od roku 2003 dodává teplo i pro město Neratovice.
EMĚ I byla roku 1993 vyčleněna do samostatného podniku Energotrans, v roce 2012 se Energotrans po souhlasu Úřadu pro ochranu hospodářské soutěže stal zpět součástí ČEZ.

## Elektrárna Mělník II
EMĚ II s bloky 4× 110 MWe byla zprovozněna v roce 1971. Dva bloky byly odstaveny v roce 1996, zbylé dva (2 x 110 MW) odsířeny a dále fungují. V roce 2000 byly turbíny napojeny do kogeneračního cyklu a nyní zásobují teplem obce Horní Počaply a Dolní Beřkovice i město Mělník. Elektrárna má fungovat jako záložní zdroj, odstavena by měla být v roce 2026.
Účinnost cyklu z kondenzačního (asi 33 %) se zvýšila na 55–65 % v cyklu kogeneračním, dle výkonu dodávaného do tepelné sítě. Jednotky jsou schopny dodávat i teplo v páře, což se v současnosti děje a to jak pro technologické účely v rámci elektrárny, tak i pro přilehlý podnik vyrábějící stavební hmoty. Využití vyvedení páry má ještě dostatečné rezervy. Z ekologického hlediska došlo tedy k významnému pokroku.
Funkční bloky byly v roce 1998 rekonstruovány, jedná se o moderní bubnové kotle KG350 (kotel granulační). Kotel je dvoutahový s přirozeným oběhem s přímým foukáním prášku s mezipřihříváním páry. Je vybaven čtyřmi mlecími okruhy, dvěma vzduchovými ventilátory a 2 × ohřívákem vzduchu typu Ljungstrom. Odprášení je řešeno elektrostatickými odlučovači s účinností 99,9 %. Zároveň byl nainstalován systém pro snížení oxidů dusíku.
Z přesypové věže je uhlí dopravováno dvěma gumovými pásy do kotelny do zásobníku 2 × 300 t pro každý kotel. Uhlí ze zásobníku jde čtyřmi řetězovými podavači o max. výkonu 56 t/h do sušicích šachet, kde se spalinami horkými asi 860–880 °C palivo vysouší a částečně vlivem vnitřní vody rozpraská na drobnější kusy a padá šachtou do mlýna. Čtyři mlýny mají maximální výkon 42 t/h. Jedná se o ventilátorový mlýn VM65, kde se uhlí rozemele na jemný prášek, který je foukán přes třídič do hořákových hubic. Hrubá frakce se z třídiče vrací zpět do mlýna.

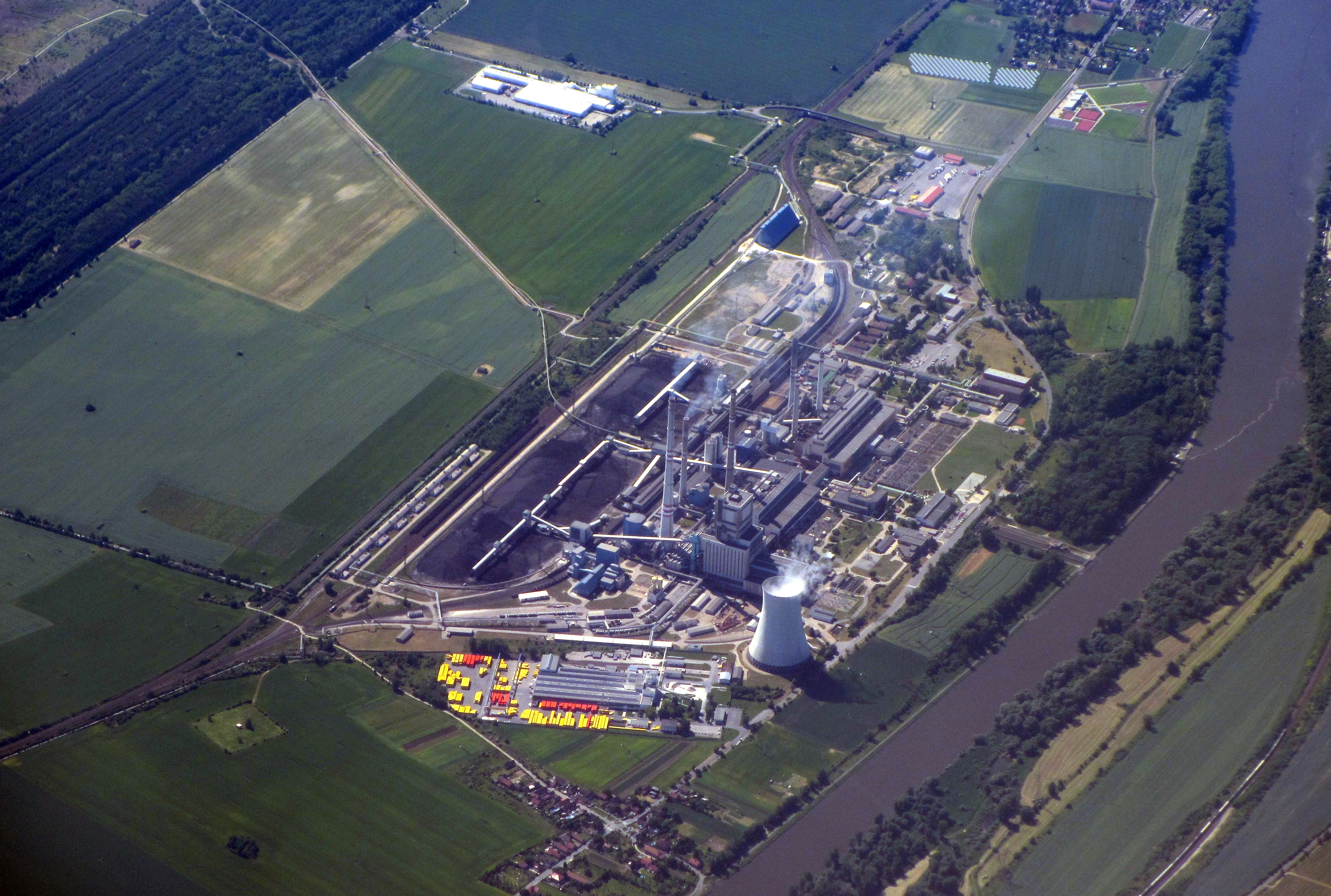
Letecký pohled na elektrárnu Mělník v roce 2014

Pro najíždění a odstavování kotle jsou umístěny v oblasti práškových hořáků najížděcí mazutové hořáky se spotřebou 1,1 t/h v počtu 4 ks a k tomu 2,2 t/h výkonové hořáky pro najíždění. Jako pomocné palivo je používán mazut. Mazut má výhřevnost 39 MJ/kg obsah vody max. 1 %, voda 1 %, popel 1 % a síra 3 %.
Pára o teplotě 540 °C a tlaku 12,7 MPa jde z kotelny dvěma parovody do strojovny, kde projde přes odlučovače a dělicí armatury (oddělující kotelnu od strojovny v případě potřeby) do turbíny. Jde o turbínu třítělesovou rovnotlakou kondenzační se 7 neregulovanými a jedním regulovaným odběrem páry pro teplofikační účely. Ovládání je provedeno hydraulicko-elektronickým regulačním systémem. Vše je řízeno elektronicky, bez hydraulických vazeb. Turbína je vybavena čtyřmi rychlozávěrnými uzávěry (2 × VT a 2 × ST). Dále 4 kusy vysokotlakých regulačních ventilů a 2 kusy středotlakých regulačních ventilů. Pára vstupuje do VT dílu a po předání části tepelné a tlakové energie předá svou energii lopatkám VT dílu a vystupuje zpět do mezipřihříváku páry kotle. Teplota 350 °C. V kotli se opět teplota zvyšuje na 540 °C a jde do středotlakého dílu turbíny. Ve středotlakém dílu předá část energie a jde převáděcími parovody do nízkotlakého dílu. Z tohoto převáděcího potrubí je vyveden teplofikační odběr páry pro ohřev vody teplofikačního systému.
V převáděcím potrubí jsou regulační klapky pro regulaci tlaku páry v tomto odběru. Pára jde dále nízkotlakým dílem, kde předá svou energii a pára na výstupu z posledního stupně turbíny jde o parametrech 20 °C a 10 kPa do kondenzátoru. Kondenzátor má za úkol změnit skupenství z páry na kapalinu. Tato změna značně zhoršuje účinnost celého cyklu, pohybuje se kolem 30 % všech ztrát. Energetický blok jedoucí v kondenzačním režimu (bez odběru páry pro teplofikaci) se pohybuje kolem 34 %. Tyto bloky jsou ovšem zapojeny do teplofikačního režimu vytápějící přilehlé obce a město Mělník.
Na výstupu páry z mezipřihříváku kotle jsou vybaveny redukční stanice pro dodávku technologické páry dalším odběratelům. Bohužel zatím je tato možnost skoro nevyužita. Přesto díky zařazení teplofikace dosahuje účinnost 50–65 % v závislosti na odběru tepla pro teplofikaci a technologické páry.

## Elektrárna Mělník III
EME III s instalovaným výkonem 1× 500 MWe byla spuštěna v roce 1981. Šlo o největší výrobní uhelný blok, který byl složený z kotle věžovité konstrukce (ojedinělá stavba kotelny o výšce 142 metrů) a její 270 metrů vysoký komín patří k nejvyšším stavbám na území Česka.
Jednalo se o granulační kotel, průtlačný, věžovité konstrukce se superponovanou cirkulací, přímým foukáním prášku, s mezipřihřátím páry nesoucí označení KG1600, tedy kotel o výkonu 1600 t/hod. Kotel pracoval na parametrech 540 °C/17,45 MPa. Byl vybaven deseti okruhy s ventilátorovými mlýny. Kotel pracoval s vynikajícími hodnotami chemického nedopalu v popílku a mechanického nedopalu ve škváře. Kotel byl schopný provozu i s hodnotami oxidů dusíku blízkými hranici 200 mg současně s nízkými hodnotami oxidu uhelnatého. Tyto hodnoty splňovaly limity platné od roku 2015.
Roku 1998 byla uvedena do provozu odsiřovací technologie (zároveň s EME II).
Provoz EME III byl ukončen 17. srpna 2021, čímž se podle ČEZ snížilo vypuštění emisí elektrárny Mělník zhruba o polovinu.
V areálu bývalé uhelné skládky EME III má být postavena fotovoltaická elektrárna.

## Malá vodní elektrárna
V listopadu 2008 byla zahájena stavba MVE Mělník, dokončena byla v květnu 2010. Elektrárna vyrábí elektřinu z chladicí vody, která vytéká z tepelné elektrárny Mělník. Elektřina se tedy vyrábí „dvakrát“. Vodní elektrárna má výkon 590 kW.

## Budoucnost
Do roku 2030 firma ČEZ plánuje všechny uhelné bloky uzavřít.
V lokalitě má být postavena plynová kotelna, fluidní kotel, spalovna komunálního odpadu, na kterou společnost získala v roce 2023 dotaci ve výši 6,1 mld. Kč z Modernizační fondu, a paroplynová elektrárna s instalovaným výkonem 1 000 MW, na kterou získala společnost dotaci z téhož fondu ve výši 7,5 mld. Kč. Paroplynová elektrárna by měla sloužit ke kombinované výrobě tepla a elektřiny, měla by částečně využít odstavené uhelné bloky. Spalovna by se měla začít stavět v roce 2025, její dvě linky by měli zpracovat až 320 tisíc tun odpadu za rok.
V lokalitě je také v provozu malá fotovoltaická elektrárna, větší má být postavena v prostoru uhelné skládky Elektrárny Mělník III.